# Monigote (dibujo)

Ejemplo de monigote.

Un monigote, o figura de palo por su traducción literal del inglés (stickman), es un dibujo muy simple de una persona o animal, compuesto por pocas líneas, curvas y puntos. En los monigotes, la cabeza está representada por un círculo, a veces adornado con detalles como ojos, boca o cabello. Los brazos, las piernas y el torso generalmente están representados por líneas rectas. Detalles como las manos, los pies y el cuello pueden estar presentes o ausentes, y los monigotes más simples a menudo muestran una expresión emocional ambigua o extremidades desproporcionadas. Este recurso se usa a menudo en bocetos rápidos para guiones gráficos de películas. 

## Historia
Los antecedentes de los monigotes se remontan al arte prehistórico. Decenas de miles de años más tarde, los sistemas de escritura que utilizan imágenes para representar palabras comenzaron la simplificación de las personas y otros objetos para ser utilizados como símbolos lingüísticos.

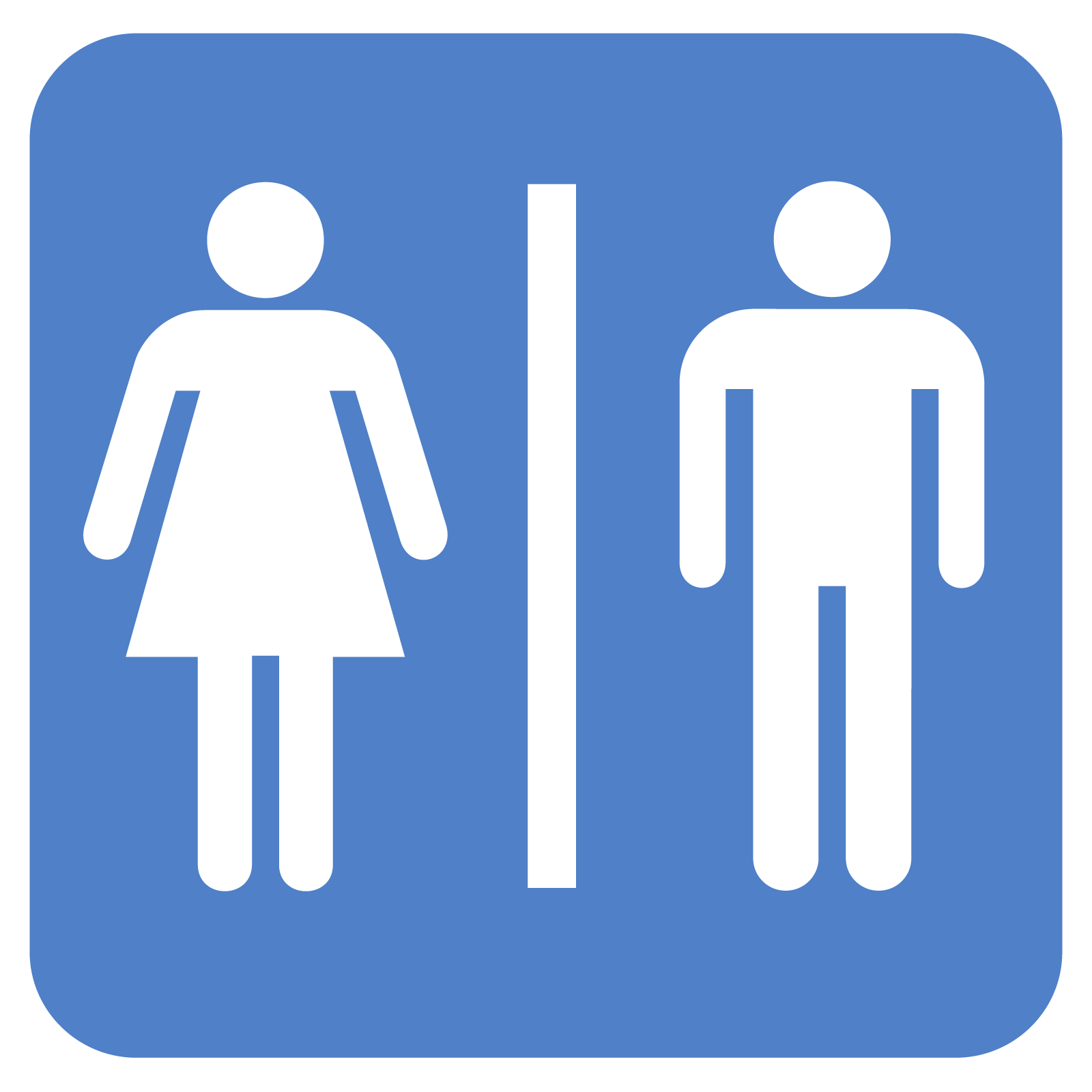
Carteles de baño con monigotes.

El primer uso internacional de monigotes es en los Juegos Olímpicos de 1964 en Tokio. Los pictogramas creados por los diseñadores japoneses Masaru Katzumie y Yoshiro Yamashita formaron la base de futuros pictogramas. En 1972, Otl Aicher desarrolló los monigotes redondos, geométricos y redondos utilizadas en la señalización, los materiales impresos y la televisión para los Juegos Olímpicos de 1972 en Munich. Basándose en esos y muchos otros conjuntos de símbolos similares en uso en ese momento, en 1974 y 1979 el Instituto estadounidense de artes gráficas (AIGA), por encargo del Departamento de Transporte de los Estados Unidos, desarrolló los pictogramas DOT. Dichos pictogramas son 50 símbolos para uso en centros de transporte, grandes eventos y otros contextos en los que las personas conocerían una amplia variedad de idiomas diferentes. Estos, o símbolos derivados de ellos, se usan ampliamente en gran parte del mundo en la actualidad.
|                                                     |
| Un monigote en un petroglifo en los Estados Unidos. |

|                                   |
| El pictograma AIGA para bebedero. |

| |
| Uno de los pictogramas de monigotes de ciclismo de Otl Aicher en los Juegos Olímpicos de Múnich 1972. |

|                                                              |
| Un monigote - grafito de hhamacher, Colonia, Alemania, 2021. |

| |
| Un vídeo que muestra la creación de un monigote masculino, femenino y de un perro, respectivamente. |

## Unicode

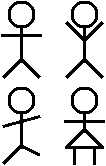
Cuatro de los monigotes Unicode.

A partir de Unicode 13.0, hay cinco monigotes en Legacy Computing.
Estos están en los puntos de código U+1FBC5 de a U+1FBC9.
OpenMoji tiene cinco caracteres que dan a los monigotes falda.
Por ejemplo, la secuencia U+1FBC6 🯆 MONIGOTE CON LOS BRAZOS LEVANTADOS, U+200D  ZWJ, U+1F457 👗 DRESS (🯆‍👗).
| Código  | Nombre                             | Caracteres | Notas                                          |
| ------- | ---------------------------------- | ---------- | ---------------------------------------------- |
| U+1FBC5 | MONIGOTE                           | 🯅          | No confundir con U+1F6B9 🚹 SÍMBOLO DE HOMBRES |
| U+1FBC6 | MONIGOTE CON LOS BRAZOS LEVANTADOS | 🯆          |                                                |
| U+1FBC7 | MONIGOTE A LA IZQUIERDA            | 🯇          | Imágenes especulares entre sí                  |
| U+1FBC8 | MONIGOTE A LA DERECHA              | 🯈          | Imágenes especulares entre sí                  |
| U+1FBC9 | MONIGOTE CON FALDA                 | 🯉          | No confundir con U+1F6BA 🚺 SÍMBOLO DE MUJERES |